# Нич, Карл Вильгельм
Карл Вильге́льм Нич (нем. Karl Wilhelm Nitzsch; 22 декабря 1818, Цербст  — 20 июня 1880, Берлин) — немецкий историк, преподаватель и писатель.
Карл родился в городе Цербст. Отцом Карла был немецкий филолог — Нич, Грегор Вильгельм, во время рождения Карла Грегор — преподаватель и заместитель директора — «конректор» (нем. Konrektor) в гимназии «Francisceum». В Цербсте началось начальное школьное образование Карла. Вместе с отцом в 1827 году Карл переезжает в Киль и учится в гимназии «Kieler Gelehrtenschul», но её не закончил когда ему было семнадцать лет. По просьбе отца, в 1837 году, он учился в средней школе в Виттенберге , здесь он посвятил себя самостоятельному  изучению греческих и римских классиков. В 1839 году он отправился в Кильскский университет; а затем переехал в Берлин, здесь в университете Карл интенсивно изучает историю под руководством Леопольда фон Ранке.
В апреле 1842 года Карл возвращается в Киль, где становится доктором философии; с осени 1842 по 1843 год  Нич предпринял научную поездку в Италию. Вернувшись в Киль в 1844 году, Карл проходит хабилитацию  и становится доцентом истории в  Кильскском университете, осенью 1848 Нич становится приват-доцентом, в 1858 году Карл становится ординарным профессором истории.
С 1862 года Нич — ординарный профессор истории в Кёнигсбергском университете, с 1872 года — ординарный профессор истории в Берлинском университете. В Кёнигсберге, Карл занимал должность директора департамента истории. В 1878 году он был избран членом Королевской Прусской академии наук. Смерть Карла была следствием инсульта. Нич внёс значительный вклад в науку, публикуя свои статьи в научных периодических изданиях. Кроме того, он был главой Monumenta Germaniae Historica  и написал статьи для классической энциклопедии Августа Фридриха Паули «Paulys Realencyclopädie der classischen Altertumswissenschaft».
Объектами научных исследований Карла Нича  были история древнего Рима и история средневековой Германии.
В 1849 году Карл женился на Зофи (нем. Sophie) († 1850), дочери профессора права в Киле Пауля Детлефа Христиана Паульсена (нем. Paul Detlev Christian Paulsen) (1798-1854). В 1855 году Нич женился на Мари Патциг (нем. Marie Patzig). От этого брака у Карла двое детей.

## Сочинения
- Polybius. Zur geschichte antiker politik und historiographie, 1842 – "Polybius. On the history of ancient politics and historiography.
- Die Gracchen und ihre nächsten Vorgänger vier Bücher römischer Geschichte, 1847 – The Gracchi and their closest predecessors, Four books on Roman history.
- Das Taufbecken der Kieler Nicolaikirche; Kiel 1857
- Vorarbeiten zur Geschichte der Staufischen Periode, 1859 – Preliminary work on the history of the Hohenstaufen period. Band 1
- Ministerialität und bürgerthum im 11. und 12. jahrhundert, 1859 – Ministeriality and bourgeoisie in the 11th and 12th centuries.
- Die römische Annalistik von ihren ersten Anfängen bis auf Valerius Antias, 1873 – The Roman Annalists; from their beginnings up until Valerius Antias.
- Nordalbingische studien, 1874 – Nordalbingian studies.
- Deutsche Studien. Gesammelte Aufsätze und Vortäge zur deutschen Geschichte, 1879 –  German studies, collected essays and lectures on German history.
- Geschichte des deutschen Volkes bis zum Augsburger Religionsfrieden, 1883 – History of the German people up until the Peace of Augsburg.
- Geschichte der römischen republik, 1884 – History of the Roman Republic.
  - История Римской республики : (Курс лекций, изд. д-ром фил. Георгом Турэ) / Пер. под ред. [и с предисл.] Д. П. Кончаловского. — Москва, 1908. — XXVIII, 530 с.